# Thieux (Oise)

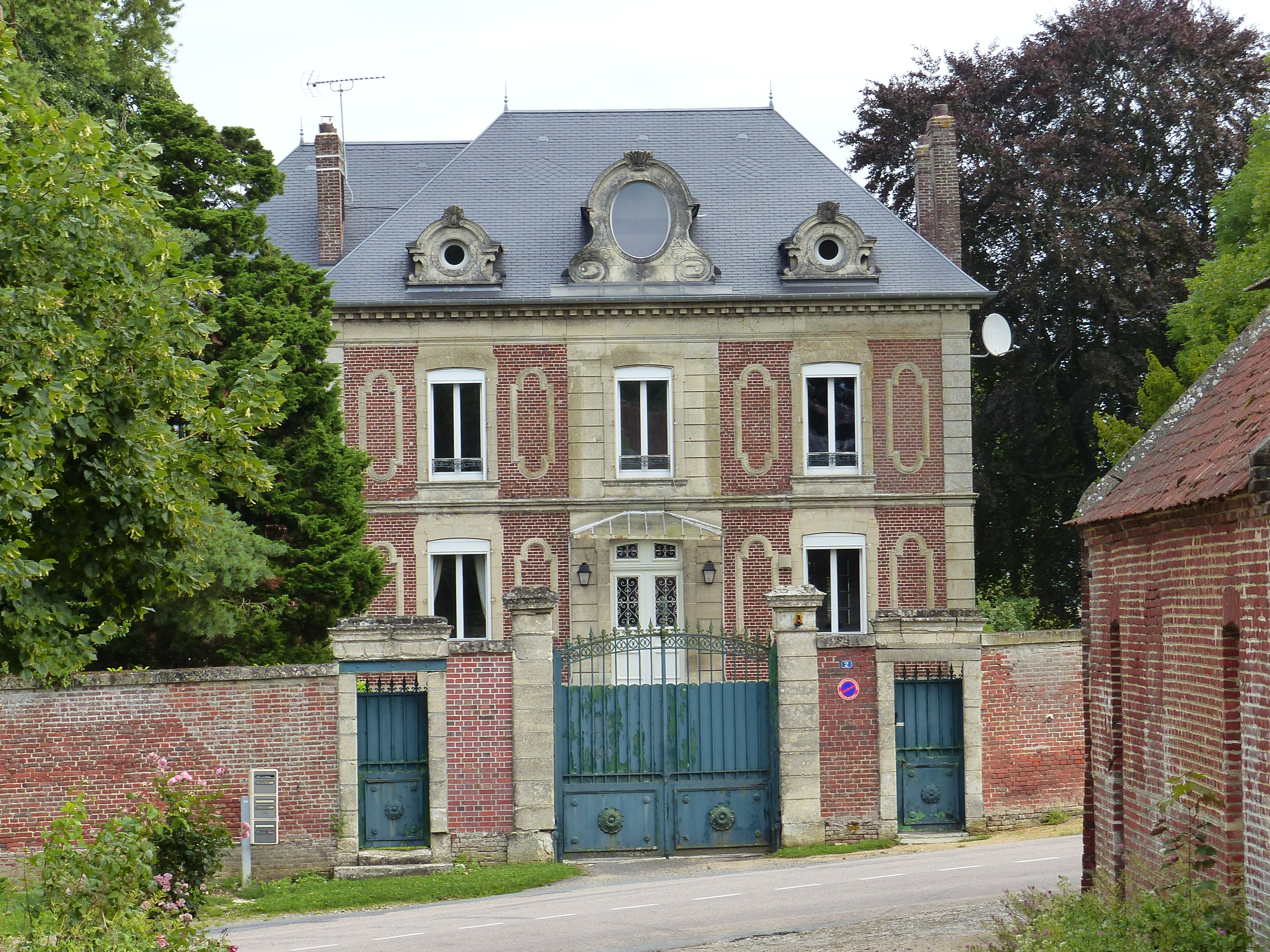
Gemeentehuis

Thieux is een gemeente in het Franse departement Oise (regio Hauts-de-France) en telt 387 inwoners (1999). De plaats maakt deel uit van het arrondissement Clermont.

## Geografie
De oppervlakte van Thieux bedraagt 9,1 km², de bevolkingsdichtheid is 42,5 inwoners per km².
De onderstaande kaart toont de ligging van Thieux (Oise) met de belangrijkste infrastructuur en aangrenzende gemeenten.

## Demografie
Onderstaande figuur toont het verloop van het inwonertal (bron: INSEE-tellingen).